# Городище та курганний могильник (Велика Гомільша)
Городище та курганний могильник в с. Велика Гомільша — пам'ятка археології національного значення, охоронний № 200018-Н, взятий під охорону держави Постановою КМУ № 928 від 03.09.2009.

## Датування
V—III ст. до н. е.

## Розташування
Харківська область, Зміївський район, Великогомільшанська сільська рада, на північний захід від східної околиці с. Велика Гомільша. Розташоване на лівому березі р. Гомільша (притока р. Сіверський Донець) частково в межах с. Велика Гомільша, на мисі, утвореному долиною ріки і ярами.

## Історія дослідження
Городище і курганний могильник уперше згадав Дмитро Багалій в 1902 році. В 1947 р. дослідження на городищі провела Дніпровська Лівобережна експедиція АН СРСР. У 1928—1929 рр. курганний могильних дослідив Олександр Федоровський. В 1949 р. на городищі і на могильнику провів свої дослідження Семен Семенов-Зусер, а в 1951—1953, 1967—1969 рр. Борис Шрамко. В 2001 році курганний могильник обстежив В. Ревенко.

## Опис
Форма городища овальна, витягнута по осі північ-південь. Укріплення городища складаються із валу та рову. Більшість оборонних споруд зруйновані. Висота існуючих валів 1-1,5 м.
Потужність культурного шару 0,55-1,0 м. При розкопках виявлені уламки кераміки з відбитками зерен, багатий остеологічний матеріал та знахідки речей немісцевого виготовлення, як то: бронзовий казан, уламки амфор.
В результаті дослідження курганного могильника в 1967 р. Борис Шрамко налічив більше ніж 700 видимих курганів. На даний час досліджено 11 курганів, багато із яких пограбовано ще в давні часи. Поховання належать до лісостепової культури скіфського часу. Кістяки у пограбованих похованнях розташовані поза анатомічним порядком, але простежується орієнтація південь-північ. Цілі кістяки орієнтовані головою на південь. Знайдена місцева та імпортна кераміка, глиняні біконічні пряслиця, бронзові втульчасті вістря стріл, бронзові ворворки, залізний меч, фрагменти залізних виробів, срібний перстень. Дослідженнями 1968—1969 був розкопаний курган «Горішок», пограбований у давнину, цікавою особливістю якого є те, що курган був насипаний над склепом складної конструкції.
На території могильника розташований майдан підковоподібної форми з виходом на північ. Перед виходом є додатковий вал.

## Сучасне використання
Більша частина городища зайнята будівлями школи, сільради, радгоспної майстерні. Частина площі розташована під городами.
Могильник під лісом і руйнується незаконними розкопками.